# Phaenochitonia noctis
Phaenochitonia noctis är en fjärilsart som beskrevs av Otto Staudinger 1888. Phaenochitonia noctis ingår i släktet Phaenochitonia och familjen Riodinidae. Inga underarter finns listade i Catalogue of Life.